# Gmeinsrieth
Gmeinsrieth ist ein Ortsteil der Stadt Eschenbach in der Oberpfalz im oberpfälzischen Landkreis Neustadt an der Waldnaab.

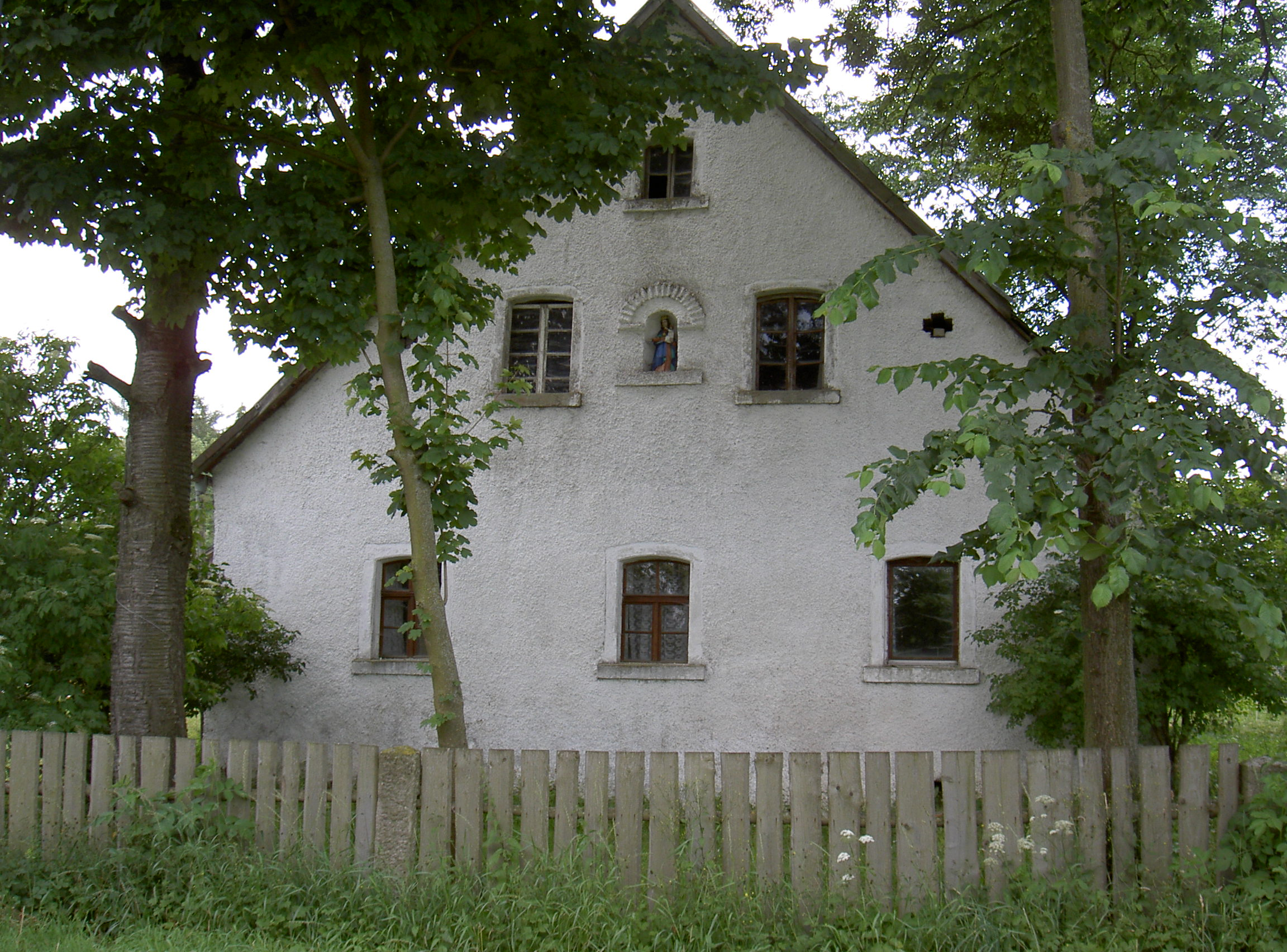
Gmeinsrieth altes Haus

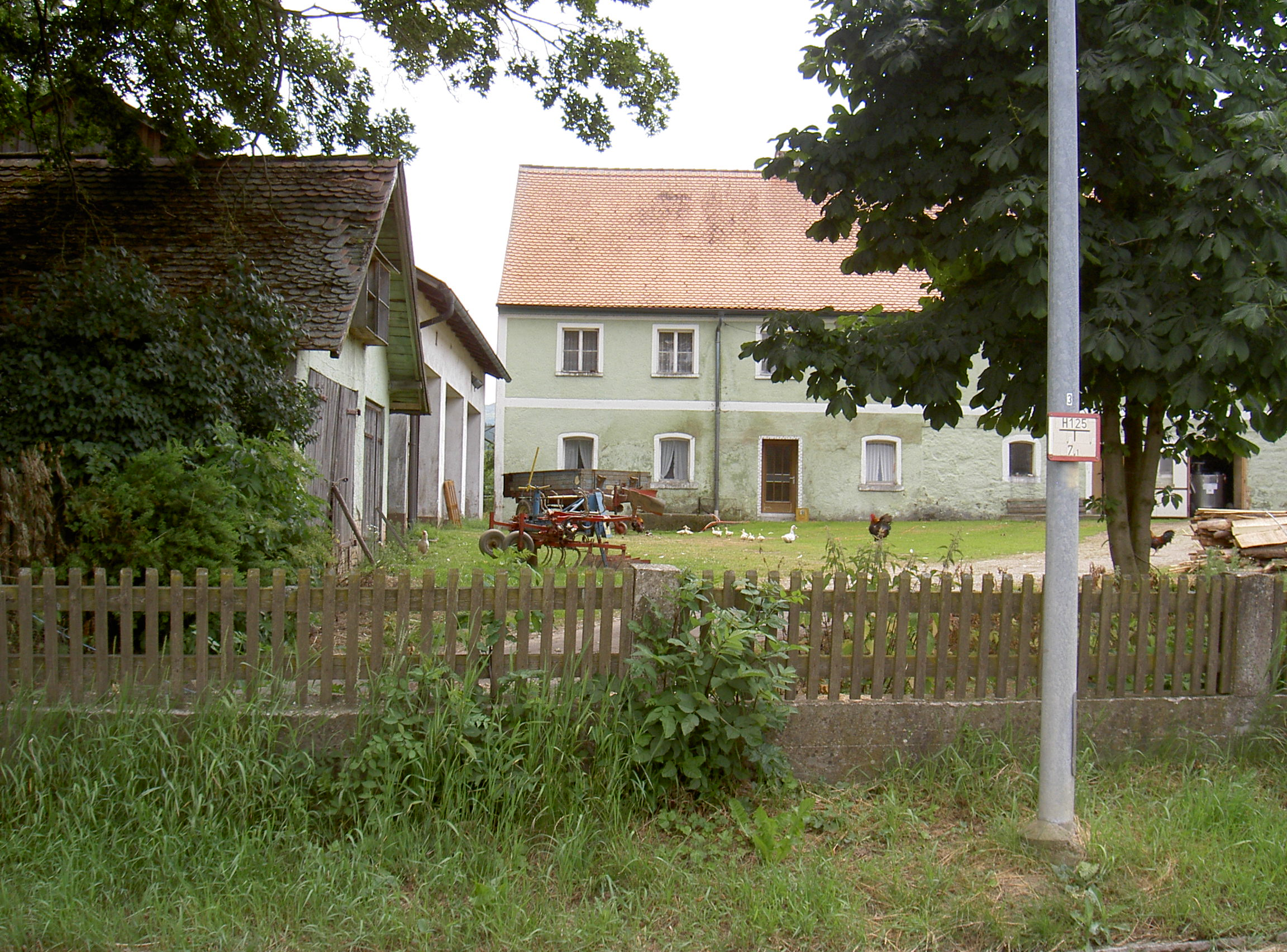
Gmeinsrieth Bauernhof

Weiler in der Oberpfalz.

## Geographische Lage
Der Weiler  Gmeinsrieth liegt rund zwei Kilometer südwestlich von Eslarn  auf einer Rodungsfläche an der Passstraße nach Oberlangau. Südlich von Gmeinsrieth bildet das bis 808,6 m hohe Stangenberg-Stückberg-Massiv die Grenze zum Landkreis Schwandorf. Die Nachbarorte sind im Südwesten Putzhof, im Nordosten Heckermühle und im Osten Premhof.

## Geschichte
Gmeinsrieth gehört zu den ältesten Siedlungsstätten, die Anfang des 11. Jahrhunderts bei
der Rodung und Besiedlung des Gemeindegebietes des heutigen Eslarns entstanden.
Diese ältesten Siedlungsstätten sind die heutigen Ortsteile
Büchelberg, Putzhof, Oberaltmannsrieth, Putzenrieth, Paßenrieth, Gmeinsrieth (ursprünglich: Mansenrieth) und
Öd (ursprünglich: Behaimrieth, das ist Böhmer- oder Böhmischrieth).
Die Endung -rieth deutet auf Rodung hin.
Ursprünglich befand sich auf dem Gebiet von Gmeinsrieth ein Gut, das zum Herrenhof Eslarn gehörte.
Es wurde von den Knechten des Herrenhofes bewirtschaftet – daher der ursprüngliche Name Mansenrieth.
Später wurden von diesem Gut Höfe abgeteilt, die an Bauern ausgeliehen wurden.
Nach und nach rückten diese Bauern zu Besitzern dieser Höfe auf.
Die noch heute übliche umgangssprachliche Bezeichnung von Gmeinsrieth durch „auf den Höfen“ erinnert an diesen Vorgang.
1585 wurde Gmeinsrieth von Stephan von Paulsdorf an Hieronymus Stöckl zum Lehen gegeben.
1591 wurde Gmeinsrieth an Pfalzgraf Johann Kasimir, den Vormund des noch minderjährigen Kurfürsten Friedrich IV. von der Pfalz verkauft.
1628 hatte Gmeinsrieth eine Mühle, 3 Höfe und 1 Hüthaus und zahlte 10 Gulden 8¼ Kreuzer Jahressteuer.
Nach Ende des Dreißigjährigen Krieges hatte Gmeinsrieth noch 4 Haushaltungen.
Der Ort zählte zur Hofmark Eslarn. 1818 entstand durch das Gemeindeedikt in Bayern die politische Gemeinde Gmeinsrieth, die im Jahr 1945 oder 1946 aufgelöst wurde. Ihr Hauptort kam zu Eslarn. Andere Gemeindeteile wurden den Gemeinden Dietersdorf und Schönsee zugesprochen und wechselten somit in den Landkreis Oberviechtach.
Zum Stichtag 23. März 1913 (Osterfest) wurde Gmeinsrieth als Teil der Pfarrei Eslarn mit 4 Häusern und 23 Einwohnern aufgeführt.
Die ehemals selbstständige Gemeinde ist seit 1945 ein Ortsteil des Marktes Eslarn.
Am 31. Dezember 1990 hatte Gmeinsrieth 10 Einwohner und gehörte zur Pfarrei Eslarn.